# Cubophis brooksi
Espèce
Synonymes
- Alsophis brooksi Barbour, 1914
- Alsophis cantherigerus brooksi Barbour, 1914
- Cubophis cantherigerus brooksi (Barbour, 1914)

Cubophis brooksi est une espèce de serpents de la famille des Dipsadidae.

## Répartition
Cette espèce est endémique des îles Swan au Honduras.

## Étymologie
Cette espèce est nommée en l'honneur de William A. Books.

## Publication originale
- Barbour, 1914 : A Contribution to the Zoögeography of the West Indies, with Especial Reference to Amphibians and Reptiles. Memoirs of the Museum of Comparative Zoölogy, vol. 44, no 2, p. 205-359 (texte intégral).